# خط مک‌ماهون

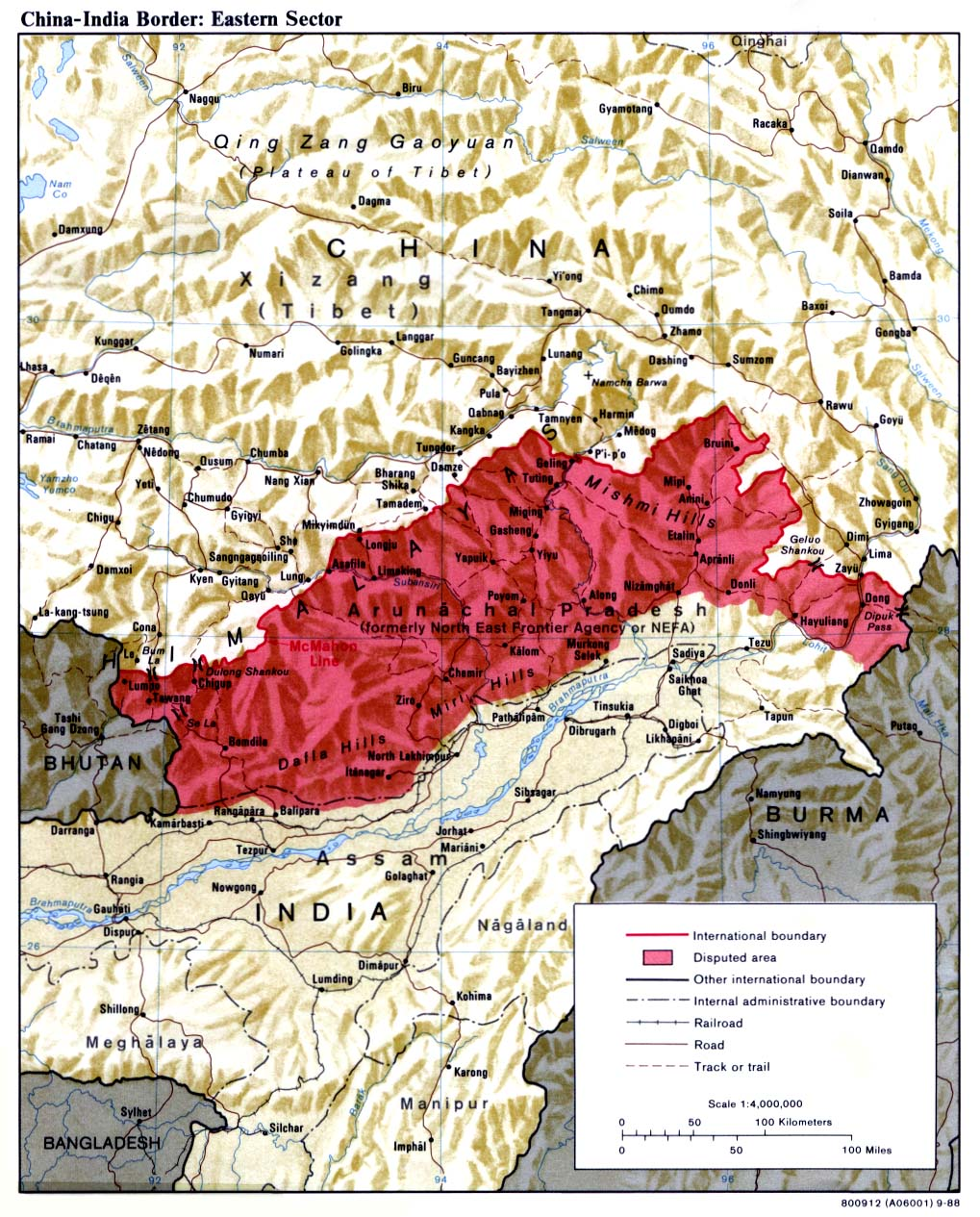
خط مک‌ماهون در شمال آروناچال پرادش و در شرق هیمالیا.

خط مک‌ماهون (انگلیسی: McMahon Line) مرز بین هندوستان و چین است که در سال ۱۹۱۴ با توافق چین، تبت و بریتانیا تعیین گردید.
هنری مک‌ماهون شخصی بود که ریاست هیئت نمایندگی بریتانیا را در توافقات مربوط به تعیین سرحدات مورد نظر برعهده‌داشت.این خط و موافقت‌نامه مربوط به آن بعدها توسط کشور چین که مدعی سی‌هزار مایل‌مربع از زمین‌های واقع در شمال‌شرقی خط مک‌ماهون بود، رد شد.مرز کشور برمه و چین ادامه خط مک‌ماهون می‌باشد و چین آن را در سال ۱۹۶۰ به رسمیت شناخته‌است.